# Smyth Tower
Der Smyth Tower ist ein Folly in Manchester im Hillsborough County, New Hampshire. Der Turm wurde von dem Politiker und früheren Gouverneur von New Hampshire, Frederick Smyth, im Jahre 1888 errichtet und ist seit 1978 im National Register of Historic Places eingetragen.
Beim Smyth Tower handelt es sich um den Nachbau eines Aussichtsturms in Schottland, den Smyth auf einer Europareise angetroffen hatte. Das unterkellerte, aus lokalem Granit und Stein gebaute Folly ist etwas über 12 m hoch und hat einen äußeren Durchmesser von 8,50 m. Die Wände sind 0,6 m dick. Der Turm hat drei Stockwerke sowie eine Aussichtsplattform mit Zinnen und stand ursprünglich im Park eines größeren Anwesens von Smyth, das The Willows hieß und im 20. Jahrhundert abgerissen wurde. Die Witwe von Smyth vermachte der Stadt Manchester das Bauwerk. Von November 1938 bis Juni 1939 führte die Works Progress Administration am Folly Renovierungsarbeiten durch. Der Smyth Tower ist das einzige erhaltene Bauwerk aus dem Besitz von Smyth und steht heute auf dem Gelände eines Krankenhauses des Kriegsveteranenministeriums.